# Karangtengah (Maleber)
Karangtengah is een bestuurslaag in het regentschap Kuningan van de provincie West-Java, Indonesië. Karangtengah telt 1130 inwoners (volkstelling 2010).